# Wielichan Ałachwierdijew
Wielichan Arsenowicz Ałachwierdijew (ros. Велихан Арсенович Алахвердиев; ur. 12 lutego 1977) – rosyjski zapaśnik walczący w stylu wolnym.
Siódmy na mistrzostwach świata w 1998. Wicemistrz Europy w 1999 i trzeci w 1998. Brązowy medalista na uniwersyteckich MŚ w 1996. Wojskowy mistrz świata w 1997. Trzeci w Pucharze Świata w 1997. Drugi na igrzyskach Dobrej Woli w 1998. Mistrz Europy juniorów w 1995 i 1997. Mistrz Rosji w 1997, drugi w 2000 i trzeci w 1996 roku.